# Flacciteo
Flacciteo, in latino Flaccitheus, (... – 475 circa) fu il fondatore del regno dei Rugi.

## Biografia
Poco si sa di Flacciteo, ma è citato nell'opera Vita Sancti Severini di Eugippio. Dopo la battaglia del fiume Nedao nel 454, i Rugi si erano stabiliti sulla sponda nord del Danubio. Durante il successivo crollo dell'ordine romano nel Norico, i Rugi sfruttarono la situazione per consolidare il loro potere. Nel 467 Flacciteo fondò il regno dei Rugi. Era in frequente conflitto con gli Ostrogoti e, sebbene fosse un cristiano ariano, era uno stretto confidente di Severino di Norico, il quale divenne de facto il portavoce dei romani autoctoni, per la quale strinse un foedus con i nuovi arrivati. Flacciteo morì probabilmente intorno al 475, dopodiché gli successe il figlio Feleteo.